# Marvin Wunderlich
Marvin Charles Wunderlich (* 8. Mai 1937; † 27. September 2013) war ein US-amerikanischer Mathematiker, der sich mit algorithmischer Zahlentheorie und speziell Faktorisierungsverfahren beschäftigte.
Wunderlich promovierte 1964 bei William Edgar Briggs an der University of Colorado in Boulder (Sieve generated sequences of natural numbers). Später war er an der Northern Illinois University und arbeitete für die National Security Agency (NSA).
1967 veröffentlichte er einen Übersichtsartikel über Siebmethoden mit Anwendung in der Faktorisierung und darüber hinaus. In den 1970er Jahren befasste er sich mit der Kettenbruchmethode der Faktorisierung, deren Effizienz er durch umfangreiche Computerexperimente untersuchte. Damals galt Faktorisierung noch als „exotische Beschäftigung“ für Mathematiker, was sich mit der Erfindung des RSA-Verschlüsselungsverfahrens Ende der 1970er Jahre änderte. In den 1980er Jahren war er einer der ersten, der Faktorisierungsalgorithmen auf massiv parallelen Computern implementierte (Kettenbruch-Methode). Auf dem „Massively Parallel Processor“ (MPP) der NASA faktorisierte er mit K. J. McCurdy 1986 eine 64-stellige Zahl (Dezimalstellen). Diese Faktorisierungsbemühungen großer Zahlen mit Parallelrechnern setzten schon Anfang der 1980er Jahre bei mehreren Gruppen gleichzeitig ein, zum Beispiel auch an den Sandia National Laboratories, wo Gustavus Simmons und Kollegen auf einer Cray-XMP eine 67-stellige Zahl faktorisierten und 1984 eine 71-stellige Zahl, wobei teilweise schon das quadratische Sieb von Carl Pomerance benutzt wurde (James Davis, Diane Holdridge 1983, Sandia Labs). Die Rekorde machten damals Schlagzeilen, weil noch 1981 50-stellige Zahlen (mit schwierigen Faktorisierungseigenschaften) als faktorisierungs-sicher betrachtet wurden, was Auswirkungen auf die in den RSA-Verschlüsselungssystemen benutzten Schlüssellängen hatte.
Mit Derrick Henry Lehmer und Richard Guy befasste er sich mit Aliquot-Folgen von Zahlen (in denen jede Zahl die Summe der echten Teiler der Vorgängerzahl ist).

## Verweise
1. ↑  Marvin Charles Wunderlich im Mathematics Genealogy Project (englisch)  abgerufen am 26. Dezember 2024.
2. ↑  1985 wechselte er ganz zur NSA, (Uncommon factoring auf thefreelibrary.com)
3. ↑  Wunderlich: Sieving procedures on a digital computer, Journal ACM, Bd. 14, 1967, S. 101–119
4. ↑  Wunderlich: A running time analysis of Brillhart's continued fraction factoring method, Lecture Notes in Mathematics, Bd. 751, 1979, S. 328–342.
Vgl. Donald Knuth, The Art of Computer Programming, Bd. 2, 1981, S. 383/384
5. ↑  Factoring numbers on the massively parallel computer, Advances in Cryptology, Proceedings of Crypto 83, D. Chaum (Herausgeber), Plenum Press 1984, S. 87;
Recent advances in the design and implementation of large integer factoring algorithms, IEEE Symposium on Security and Privacy, 1983, S. 67;
Implementing the continued fraction factoring algorithm on parallel machines, Mathematics of Computation, Bd. 44, 1985, S. 251–260
6. ↑  Bach, Shallit: Algorithmic Number Theory, S. 10
7. ↑  Spiegel, Nr. 52, 1983, Durchbruch beim Bier
8. ↑  Computerwoche, 2. August 1985 (Memento vom 23. November 2009 im Internet Archive)
9. ↑  Davis, Holdridge: Factorization using the quadratic sieve factoring algorithm, Crypto 83 und Sandia Report 83-1346;
Davis, Holdridge, Simmons: Status Report on Factoring at Sandia Labs, Eurocrypt 84, S. 183
10. ↑  das heißt, die Vorgängerzahl selbst wird nicht mitgezählt

| Personendaten    | Personendaten                                   |
| ---------------- | ----------------------------------------------- |
| NAME             | Wunderlich, Marvin                              |
| ALTERNATIVNAMEN  | Wunderlich, Marvin Charles (vollständiger Name) |
| KURZBESCHREIBUNG | US-amerikanischer Mathematiker                  |
| GEBURTSDATUM     | 8. Mai 1937                                     |
| STERBEDATUM      | 27. September 2013                              |